# Ophiocarpella tarda
Ophiocarpella tarda är en svampart som först beskrevs av Harkn., och fick sitt nu gällande namn av Theiss. & Syd. 1915. Ophiocarpella tarda ingår i släktet Ophiocarpella och familjen Mycosphaerellaceae.   Inga underarter finns listade i Catalogue of Life.